# Javier Loyola
Javier Loyola, antes conocida como Chuquipata, es una parroquia rural del cantón Azogues, en la provincia de Cañar en Ecuador. Se ubica en el valle cálido andino de la cuenca del río Burgay, al sur del cantón Azogues.
La contribución más importante de esta región ocurrió durante los días 3 y 4 de noviembre de 1820, cuando se consolidó la independencia del Austro gracias a la valiente actuación del cura Javier Loyola. Su ubicación en la parte baja del río Burgay, ha favorecido el desarrollo de actividades económicas como la agricultura, la minería, la artesanía y el turismo. Consta de 19 comunidades y, según el censo del año 2010, tiene una población de 6807 habitantes. 
Sus límites territoriales son: al norte se encuentran las parroquias Borrero y Cojitambo; al sur se sitúan los cantones Cuenca y Paute, pertenecientes a la provincia del Azuay; al este colinda con la parroquia San Miguel de Porotos, y; al oeste se encuentra el cantón Déleg de la misma provincia del Cañar.

## Historia
El 3 de octubre de 1785, se llevó a cabo la independencia de la parroquia Chuquipata de la ciudad de Cuenca, según consta en el acta que se encuentra en la biblioteca de la Curia de dicha ciudad. El destacado historiador Bolívar Cárdenas Espinoza subraya que Chuquipata ha sido una tierra privilegiada durante cientos de años. En tiempos de la colonia y de la vida republicana, los españoles se apropiaron de sus tierras, que estaban habitadas por descendientes de culturas anteriores a la Cañarí e Inca, debido a su clima agradable, suelos fértiles, acceso al agua y cercanía a centros urbanos.
Chuquipata es conocida por su importante contribución a la religión, la economía y el desarrollo urbano. También es conocida como la cuna de hombres notables como Gil Cordero, Benigno Malo Valdivieso, Juan Bautista Vázquez, quienes se destacaron en el mundo de las letras, la política, la historia, el periodismo e incluso la diplomacia. Además, el geógrafo Teodoro Wolf residió temporalmente en esta parroquia.
En la misma fecha de la independencia de Chuquipata, el 3 de octubre de 1785, se crearon además las parroquias Azogues, Biblián y Taday, con el propósito de administrar los bienes de la iglesia y de las autoridades políticas, quienes eran dueños de las haciendas en los territorios que hoy conforman la provincia de Cañar.
El territorio que comprendía Chuquipata se convirtió en la parroquia Javier Loyola a partir del 29 de octubre de 1920, en honor al sacerdote Francisco Javier Aquilino Loyola Prieto, quien tuvo un papel destacado en la independencia de Cuenca y de la patria. Desde entonces, Javier Loyola es una parroquia del cantón Azogues.
Desde finales de 2013 e inicios del 2014 hasta la actualidad, es un importante punto de destino diario para los estudiantes, docentes y colaboradores de la Universidad Nacional de Educación (UNAE), cuya cede principal se encuentra en la parroquia. Estos provienen de  las ciudades de Azogues, Cuenca, Paute, Gualaceo, Sígsig, Déleg y Biblián.

## Demografía
De acuerdo con las cifras del Censo de Población y Vivienda de 2010, Javier Loyola estaba habitada por un total de 6,807 personas, de las cuales 3,958 vivían en la cabecera parroquial, lo que representa el 58% de la población. El 42% restante se distribuía entre las distintas comunidades rurales, lo que sugiere un proceso importante de urbanización en la zona.
La población estimada de cada comunidad para el 2010, se detalla a continuación:
| Comunidad            | Población | Área (ha) |
| -------------------- | --------- | --------- |
| Zumbahuayco          | 1011      | 356.42    |
| El Carmen            | 522       | 248.24    |
| Ayancay              | 368       | 213.57    |
| Mesaloma             | 312       | 209.58    |
| San Alfonso          | 65        | 204.35    |
| Zhullín              | 553       | 200.78    |
| Rumihurco            | 606       | 187.11    |
| Macas                | 152       | 180.78    |
| Pampa Vintimilla     | 237       | 178.09    |
| Pampa Crespo         | 180       | 108.73    |
| Monjas               | 363       | 108.01    |
| El Cisne             | 262       | 106.56    |
| Corozapal            | 170       | 106.10    |
| Gullancay            | 55        | 91.13     |
| Juan Pablo II        | 145       | 91.00     |
| La Caldera           | 62        | 90.95     |
| El Tablón            | 182       | 77.71     |
| La Merced            | 184       | 68.43     |
| Javier Loyola Centro | 1361      | 51.66     |
| Área Indefinida      | 16        | 85.82     |
| Total                | 6807      | 2965.02   |